# Хенерал Сан Мартин
Хенерал Сан Мартин (шп. General San Martín) је град у Аргентини у покрајини Буенос Ајрес. Према процени из 2005. у граду је живело 408.106 становника.

## Становништво
Према процени, у граду је 2005. живело 408.106 становника.
| 1980.   | 1991.   | 2001.   |
| ------- | ------- | ------- |
| 385.625 | 406.809 | 403.107 |